# Porta speciosa
A porta speciosa magyarul ékes kaput, gyönyörűséges kaput jelent. A középkorban Esztergomban és Pannonhalmán neveztek így kapukat.

## Az esztergomi porta speciosa
Magyarország egyik legjelentősebb szobrászati emléke az esztergomi porta speciosa, ami az 1010 körül épült Szent Adalbert Székesegyház nyugati díszkapuja volt. Maga a templom a török időkig állt, alapjai a mai Bazilika építéséig megmaradtak. Barkóczy érsek idejében a Várhegyen talajegyengetéseket végeztek, amitől az ott álló minaret összedőlt, összetörve ezzel a díszes főkaput. Így csak négy-öt töredéke maradt ránk. 2009 szeptemberében a vízivárosi Hévízi bástya régészeti feltárása során is előkerült egy fehérmárványból készült mondatszalagnak a töredéke a porta speciosából. Szerencsére a baleset előtt készült róla részletes leírás. Ma darabjai a királyi várban működő Vármúzeumban tekinthetőek meg. Mellette van kiállítva egy harmadméretben rekonstruált, 1930-as évekbeli maketten a kapu teljes alakja.

### Leírása

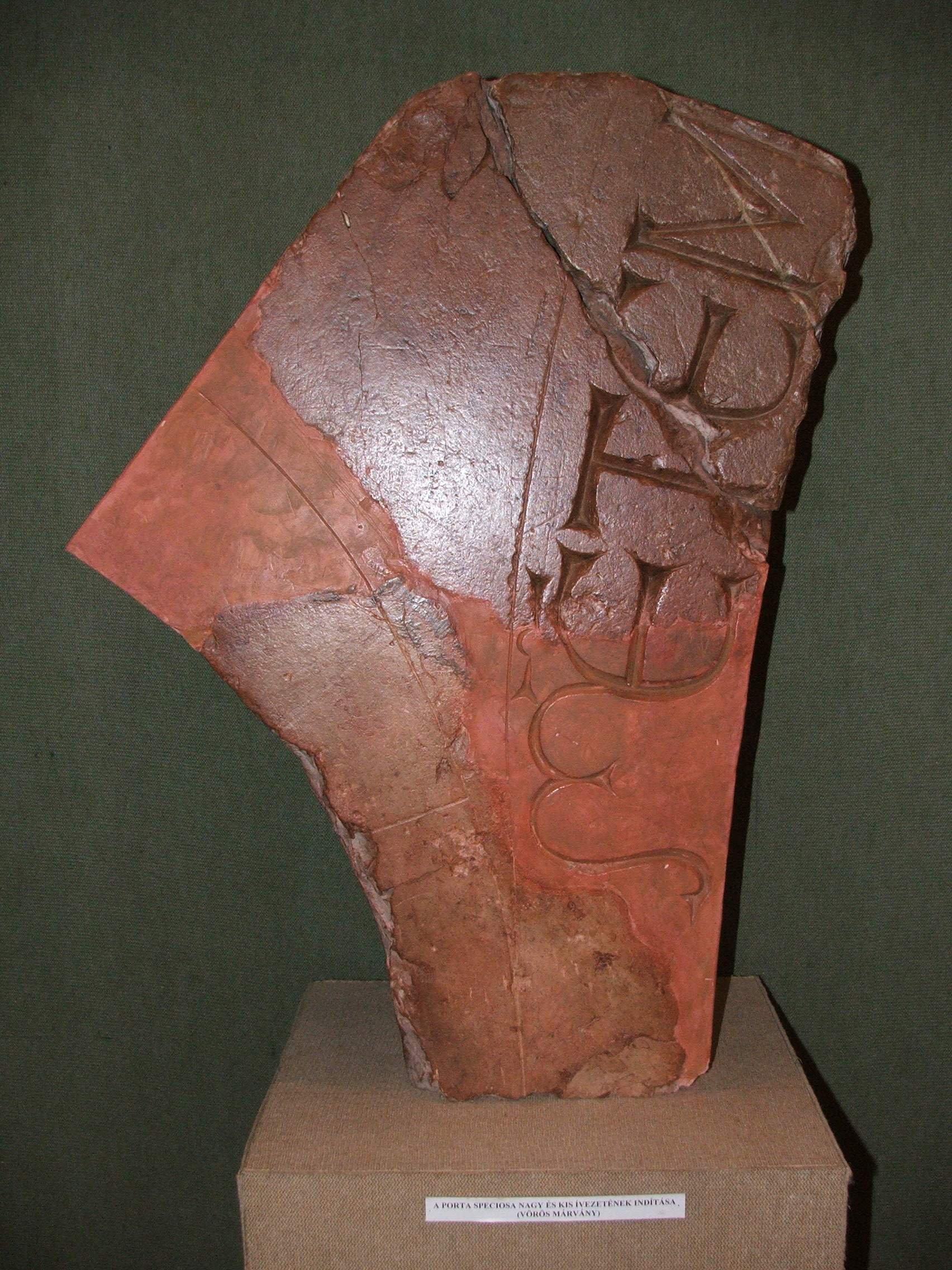
A nagy és kis ívezet indítása, Balassa Múzeum

A kaput valószínűleg nyugati mesterek faragták erős bizáncias pompával, vonalvezetéssel.
Először az oszlopok, és a díszítő faragások, oszloptartó oroszlánok, sasok készültek el. Az eredeti terveket azonban III. Béla idejében (valószínűleg 1190 körül) módosították. Ekkor új, márványberakásos képekkel díszítették, az eredeti faragásokat is felhasználva. A kapu két oldalán egymás alatt szentek és próféták alakjai láthatóak, valamint megjelenik rajta a király, III. Béla és Jób érsek portréja is. A vörösmárványból készült timpanonon Szent István látható, amint Szűz Máriának ajánlja fel Magyarországot. A Madonnától balra Szent Adalbert alakja jelenik meg. A szemöldökfa alján két angyal fog közre egy kereket, valamint kivehető a vár és a székesegyház stilizált képe is. A kapu bélletét egymást váltó vörös- és fehérmárványból készült sorok díszítik. Fontossága abban rejlik, hogy ez az első ábrázolás, amin Szent István és Szűz Mária együtt szerepelnek, hitelesíti István király országfelajánlását. Ezen felül tanúja a korabeli politikai viszonyoknak is. Megfigyelhető, hogy kínosan ügyel az állami és egyházi motívumok, alakok egyensúlyára.

## Lásd még
- Pannonhalmi Bencés Főapátság#A porta speciosa
- Esztergom elpusztult középkori templomai és kápolnái